# Caudeval
Caudeval is een plaats en voormalige gemeente in het Franse departement Aude in de regio Occitanie en telt 153 inwoners (1999).
Op 1 januari 2016 fuseerde Caudeval met Gueytes-et-Labastide tot de huidige gemeente Val-de-Lambronne. Deze gemeente maakt deel uit van het arrondissement Limoux.

## Geografie
De oppervlakte van Caudeval bedraagt 7,2 km², de bevolkingsdichtheid is 21,2 inwoners per km².
De onderstaande kaart toont de ligging van Caudeval met de belangrijkste infrastructuur en aangrenzende gemeenten.

## Demografie
Onderstaande figuur toont het verloop van het inwonertal (bron: INSEE-tellingen).

Vanwege een beveiligingsprobleem met de MediaWiki Graph-software is het momenteel niet mogelijk deze grafiek weer te geven. Zodra de software is bijgewerkt zal de grafiek vanzelf weer zichtbaar worden.